# Споменик природе Храст у ЈКП Градска чистоћа
Стабло храста лужњака у кругу ЈКП „Градска чистоћа“ у Београду је сађени примерак лишћарске врсте. Карактерише га правилан хабитус својствен својој врсти, те представља типичан репрезент храста лужњака. Поред запажених дендрометријских вредности, одликују га и велика старост, добро здравствено стање и добра виталност. Стабло је старо око осамдесет година.
Стабло храста лужњака се истиче својим димензијама. Поседује велику естетску вредност захваљујући висини стабла и правилној, широко разгранатој крошњи која прекрива површину од скоро четири ара.
Поред ботаничке вредности ово природно добро има и еколошки значај јер својим вишеструким, позитивним утицајем побољшава микроклиматске услове непосредног окружења и самим тим доприноси квалитету животне средине.
Храст лужњак као вредан примерак дендрофлоре је значајан у очувању генофонда врсте и биолошке разноврсности подручја на коме се налази.

## Географски положај природног добра
Споменик природе Храст у кругу ЈКП „Градска чистоћа“ се налази у Београду, на подручју градске општине Звездара. Тачније, стабло храста је у Улици Мије Ковачевића бр. 4, у кругу ЈКП „Градска чистоћа“, у непосредној близини Новог гробља. Стабло је позиционирано на уређеној парковској површини комуналног предузећа, између шетне стазе и објекта (радионице), окружен различитим дендроврстама.

## Граница природног добра
Под заштићеним природним добром, Споменик природе Храст у кругу ЈКП „Градска чистоћа“ подразумева се стабло храста и припадајући простор који је дефинисан хоризонталном пројекцијом крошње.
Границу припадајућег простора заштићеног стабла на терену чини хоризонтална пројекција крошње храста лужњака, пречника 21,75 m, која представља границу природног добра.